# Смаглий, Алексей Васильевич
Алексей Васильевич Смаглий (укр. Олексій Васильович Смаглій; 14 февраля 1920, город Черкассы — ?) — советский военнослужащий, лейтенант, командир орудия батареи «А» в 1941 году.

## Биография
Украинец, родился в селе Мошны Черкасского района Киевской области. Затем семья переехала в город Черкассы. В 6-летнем возрасте потерял отца. Мать — Федора Тихоновна - растила сына одна.
В 1935 году Алексей окончил 8 классов средней школы города Черкассы. В 1937 году окончил 4-й курс рабфака при Педагогическом институте города Черкассы и 16 июля 1937 года поступил Черноморское Высшее военно-морское училище. Вступил на службу в РККА 16 августа 1937 года. Принял присягу 23 февраля 1939 года. 24 июня 1941 года окончил ЧВВМУ. В Красной армии и флоте с 1941 года. Получив звание лейтенанта с группой однокурсников-выпускников направлен в Ленинград, на курсы ВОСО ВСККС. Зачислен слушателем отдела ВОСО ВСККС ВМФ 27 мая 1941 года, откуда вскоре был назначен командиром орудия № 5 отдельной артиллерийской батареи «Аврора» двухбатарейного дивизиона ОСНАЗ штаба МОЛиОР. На крейсере «Аврора» А. В. Смаглий не служил, но погиб, командуя её орудием номер 5 и приняв командование орудием №1. Орудие №5, которым командовал А. В. Смаглий, стояло на горе Кирхгоф в Ленинградской области.
9 орудий  батареи «А» были сняты с крейсера «Аврора» и доставлены к Пулковским высотам, где, сформировав Отдельную артиллерийскую батарею «А» специального назначения («А» — «Аврора»), заняли оборону на участке между Вороньей горой (Дудергоф), вдоль подножия горы Кирхгоф до Киевского шоссе. За Киевским шоссе располагались позиции орудий 8 и 9.
В июле 1941 года в дивизион была направлена одна из лучших выпускников  Военно-Морской медицинской Академии  военфельдшер  Антонина Григорьевна Павлушкина. Алексей и  Тоня за месяц до наступления смертельного боя решили  не расставаться никогда, став мужем и женой. Подали рапорта на имя командира дивизиона, была скромная полевая свадьба, которую провели в деревне Пелгола, располагавшуюся недалеко от 5-го орудия  батареи «А».
В ночь с 10 на 11 сентября немцы вклинились в оборону между Вороньей и Кирхгофской горами со стороны Красного села и окружили Дудергоф. По приказу командира батареи «А» старшего лейтенанта Д. Н. Иванова, тяжело раненного  в стычке с немцами в Дудергофе  , лейтенант А. В. Смаглий повёл бойцов, из расчета 3-4 с каждого орудия ( №2,3,4,5)  на помощь товарищам к орудию №1 ( возглавил интендат Швайко Г.) у подножья Вороньей горы. Иванов Д.Н. полагал, что  лейтенант Смаглий А.В. сможет выбить фашистов, возглавив 1 орудия и находившихся на командном пункте бойцов в количестве 50 человек. Всю ночь в районе 1-й огневой точки шёл ожесточённый бой, прекратившийся к рассвету. По рассказам очевидцев(местных жителей), бойцы нанесли значительный урон, и озверевшие пьяные танкисты схватили оставшихся в живых тяжело раненных краснофлотцев и их командира лейтенанта А. В. Смаглия, привязали колючей проволокой к орудию, облили бензином и подожгли. По другим данным, исходя из предварительной, субъективной оценки множества фотоснимков позиции, в том числе судмедэкспертами, и свидетельств очевидцев — смерть могла наступить без связывания, предположительно путем сжигания огнеметом тяжелораненых воинов. Тем не менее — скрученная в мотки колючая проволока на позиции присутствовала, что видно на некоторых снимках. Со слов окопницы А. Ф. Медведевой, опубликованных в 1965 году в первой повести о батарее «А» «Пушки Авроры» в газете «Смена» авторства К. К. Грищинского, — погибли сожжённые моряки с пением «Интернационала». В статье К. К. Грищинского в журнале «Морской Сборник» № 1 за 1970-й год автор приводит письмо А. Ф. Медведевой в иной редакции, где утверждается, что слышала пение «Интернационала» Александра будучи не в Дудергофской церкви, а на соседней горе Кирхгоф, где стояли другие орудия, а не первое. К исходу восьмого дня боёв из 165 человек личного состава батареи «А» вышли к своим
90 моряков.
Со слов местных жителей, краснофлотцы были погружены на телегу и захоронены  в силосной яме колхоза местными жителями вечером 11 сентября 1941 года. В настоящее время имя А. В. Смаглия выбито на плитах братской могилы в Верхнем парке города Красное Село и она считается местом его могилы. В списках захороненных он числится под номером 1779..
Согласно спискам безвозвратных потерь КБФ, опубликованным на сайте ОБД «Память Народа», А. В. Смаглий числится погибшим в сентябре 1941 года (без указания даты) в пос. Дудергоф и это же подтверждает извещение о его смерти, полученное по почте его вдовой А. Г. Павлушкиной в 1942 году. Запросы краеведами в 2000- годах в ГА РФ, Архив ФСБ РФ, Международную Службу Розыска в городе Бад-Арользен не подтвердили факта пленения ( указала на этот факт одна из "окопниц" в своих письмах родственникам командиров батареи "А"  в 1965-1975 г.г. -находятся в архиве музея школы №289 в Дудергофе) или репрессий в отношении А. В. Смаглия после войны. Также не подтвердили факт пленения ( не видели ) Смаглия А.В. бойцы, оказавшиеся в плену в Красном Селе 10 сентября 1941 года.

## Память

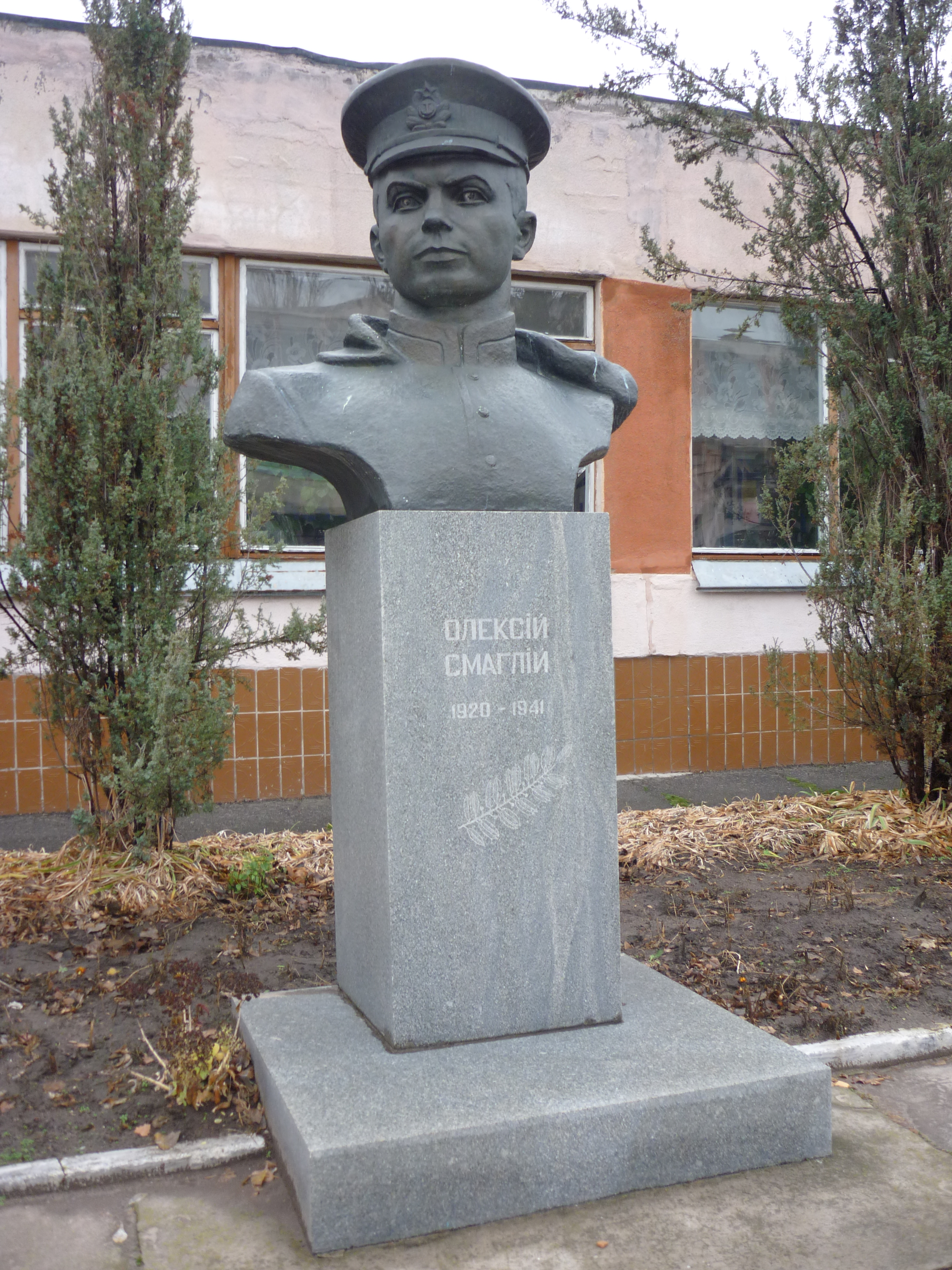
Бюст Смаглию в Черкассах

- В 1964 году школьники посёлка Можайский сделали деревянно-брезентовый обелиск на месте предполагаемой гибели разведгруппы, которую вёл А. В. Смаглий 11 сентября 1941 года. На обелиске было написано имя героя и краткое описание подвига. С годами имя Алексея было утрачено на обелиске, который стал металлическим и вошёл в состав мемориала «Морякам-Авроровцам» — на фотографиях в альбомах музея «Дудергоф» его нет. В настоящее время имя А. В. Смаглия в списке погибших командиров батареи «А» на обелиске не значится.

Обелиск в посёлке Можайское у Ореховой горы под Ленинградом в память А. В. Смаглия и группы погибших моряков в 1964 году

- Имя А. В. Смаглия выбито на плитах братской могилы в Верхнем парке города Красное Село.
- Именем Алексея Смаглия названы улицы:
  - улица  Смаглия в Красном селе в Дудергофе (Санкт-Петербург)[15]
  - улица Смаглия[укр.] в Черкассах.
- Бюст А. В. Смаглия установлен на территории школы № 26 в городе Черкассы (Украина)[16].
- В 1984 году на месте, где стояло орудие с «Авроры» и где погиб боевой артиллерийский расчёт под командованием лейтенанта Смаглия, установлен памятник «Авроровцам — морякам-артиллеристам»[17], входящий в Зелёный пояс Славы[18][19].
- Инициатором создания мемориальных комплексов на батарее явилась уже пожилая вдова героя капитан медицинской службы в отставке Павлушкина Антонина Григорьевна (18 мая 1917- 19 января 2002, захоронена на Серафимовской кладбище недалеко  от  подводников "Курска")  с большим трудом, инициатива исходила с 1963 года,  на общественных началах.  Помогали ей в этом школьники 289-й можайской школы, её второй супруг, ветеран ВОВ Туркин В. П.,  местные жители, сочувствующие добровольцы из школ, заводов, военной части. Это была по факту народная стройка. Автором мемориалов стал ленинградский архитектор А. Д. Левенков, создавший несколько памятников в Ленинграде;[4]